# Slovanka (Jizerské hory)
Slovanka je 819 m vysoký zalesněný vrch v Maxovském hřebeni Jizerských hor nad Hraběticemi nedaleko lyžařského střediska Severák. Jeho jižní polovina včetně rozhledny náleží katastrálnímu území Horní Maxov (část města Lučany nad Nisou), severní polovina pak k. ú. Karlov u Josefova Dolu (část obce Josefův Důl); rozhraní probíhá přes vrchol. Kopec se dříve jmenoval Seibtův vrch (německy Seibthübel) podle svého majitele, jméno Slovanka nese po podnikové chatě, která na jeho vrcholu stávala. Od roku 1887 stojí na vrcholu hory nejstarší železná rozhledna v Česku o celkové výšce 14 m.

## Rozhledna

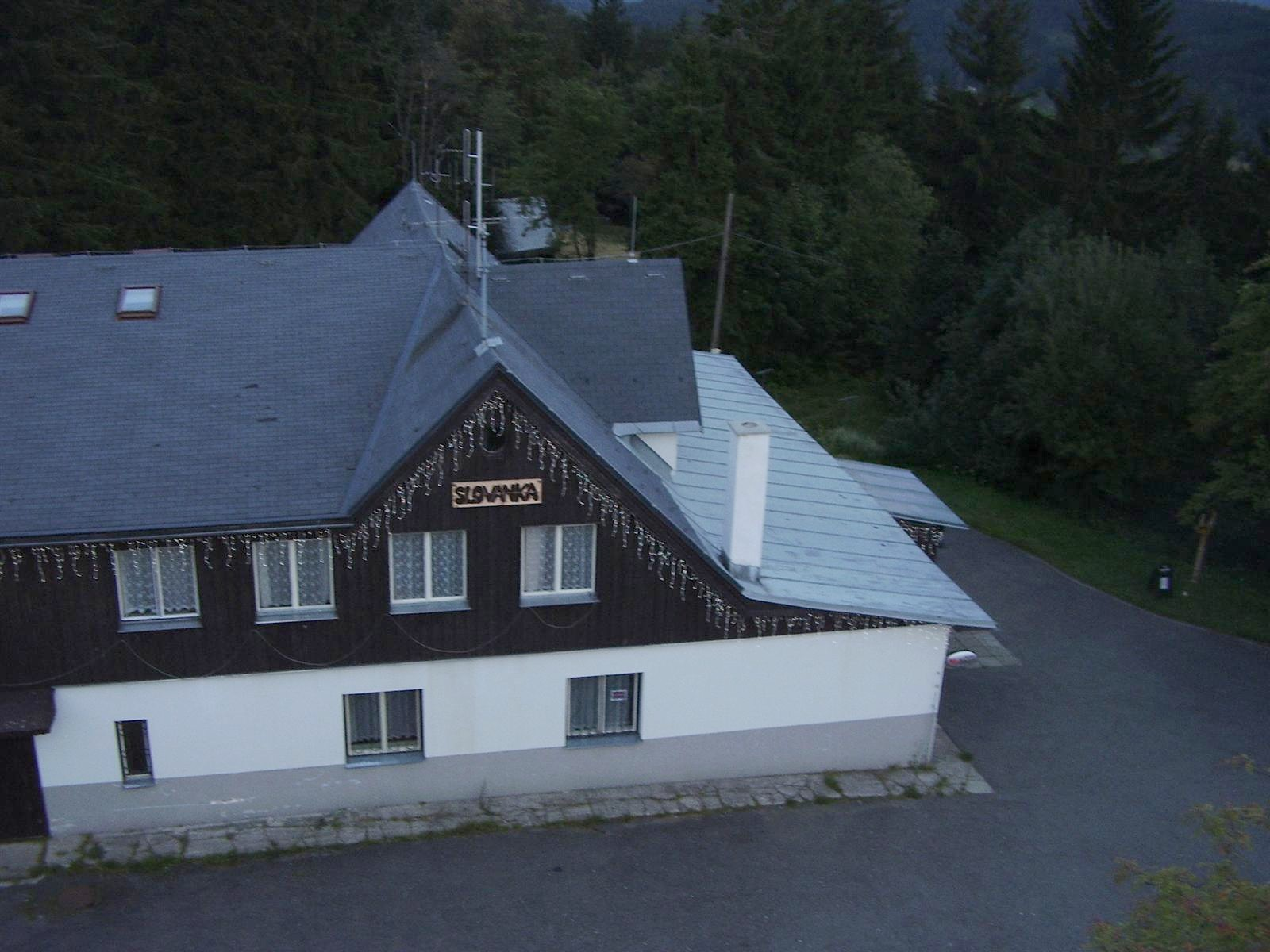
Bouda Slovanka pod stejnojmennou rozhlednou v Jizerských horách

Roku 1887 se jablonecká, janovská a hornokamenická sekce Horského spolku dohodly na výstavbě rozhledny na Seibtově vrchu. Protože stavební parcelu jim majitel vrchu, pan Seibt, poskytl bezplatně, zbývalo jen vybrat vhodný projekt. Zvítězil návrh zakoupit od vídeňské firmy Waagner jedenáctimetrovou litinovou konstrukci, která byla vystavena na výstavě pořádané ve Vídni.
Jediný zedník postavil během několika dní 3 m vysokou podezdívku, na které další tři dělníci sestavili dovezenou 11 m vysokou a 5 t těžkou konstrukci rozhledny během pouhých 17 dní. Slavnostní otevření rozhledny se konalo 14. srpna 1887 a zúčastnilo se ho na 5000 návštěvníků, od kterých bylo na dobrovolném vstupném vybráno víc, než činila cena celé stavby včetně dopravy.
Roku 1895 vyhořela původní turistická chata, nová chata Slovanka pochází z roku 1928. Až do druhé světové války byla rozhledna udržovaná, poté se již údržba zanedbávala. Konstrukce postupně rezla až byl vstup na rozhlednu koncem 80. let pouze na vlastní nebezpečí. V roce 1994 byla dokonce podána žádost na její demolici. Rozhledna nadále chátrala, až se roku 1997 stala nepřístupnou. Záchranu pro ni znamenalo vyhlášení technickou památkou roku 1999 a založení občanského sdružení na její záchranu téhož roku. Díky finančním příspěvkům od různých dárců byla rozhledna restaurována a 5. července 2000 znovu otevřena. Její rekonstrukce přišla na 550 000 Kč.